# Dumitru Diacov
Dumitru Diacov (né le 10 février 1952 dans l'oblast de Kourgan, en Russie) est une personnalité politique moldave, fondateur du Parti démocrate de Moldavie et ancien président de l'Assemblée moldave.